# Општина Појана Кампина (Прахова)
Појана Кампина (рум. Poiana Câmpina) општина је у Румунији у округу Прахова.
Oпштина се налази на надморској висини од 423 m.